# El Realejo
El Realejo là một khu tự quản thuộc tỉnh Chinandega, Nicaragua. Khu tự quản El Realejo có diện tích 105 ki lô mét vuông. Đến thời điểm năm 2005, huyện El Realejo có dân số 8838 người.